# Keith Urban
Keith Lionel Urban (født 26. oktober 1967) er en australsk country-musik sanger, sangskriver og guitarist, hvis kommercielle succes har været primært i USA, Canada og Australien.

## Opvækst og karriere
Urban blev født i New Zealand og begyndte sin karriere i Australien i en tidlig alder. I 1991 udgav han det selvbetitlet debutalbum, og kortlagt fire singler i Australien, før han flyttede til USA i 1992.[kilde mangler]

## Privatliv
Han blev i 2006 gift med skuespilleren Nicole Kidman, og sammen har de 2 døtre, Sunday Rose (2008) og Faith Margaret (2010)[kilde mangler]

## Diskografi

### Studiealbum
- Keith Urban (1991)
- Keith Urban in The Ranch (1997)
- Keith Urban (1999)
- Golden Road (2002)
- Be Here (2004)
- Love, Pain & the Whole Crazy Thing (2006)
- Defying Gravity (2009)
- Get Closer (2010)
- Fuse (2013)
- Ripcord (2016)